# Oxenton
Oxenton é uma vila a 11 mi (18 km) a nordeste de Gloucester, no borough de Tewkesbury, no condado de Gloucestershire, Inglaterra. Em 2011 a vila tinha uma população de 162. A paróquia faz fronteira com Alderton, Ashchurch Rural, Gotherington, Teddington e Stoke Orchard. Encontra-se no lado oeste de Oxenton Hill, um outlier ao norte de Cotswolds. Oxenton tem uma reunião paroquial.

## Pontos de interesse
Existem 22 edifícios listados em Oxenton. Oxenton tem uma igreja dedicada a São João Batista e um centro administrativo.

## História
O nome "Oxenton" significa 'colina do boi'. Oxenton foi registada no Domesday Book como Oxendone. A 1 de abril de 1935, a paróquia de Woolstone foi abolida e fundida com Oxenton.